# Heteroterma fanjingensis
Heteroterma fanjingensis är en tvåvingeart som beskrevs av Wei 2006. Heteroterma fanjingensis ingår i släktet Heteroterma och familjen blomsterflugor. Inga underarter finns listade i Catalogue of Life.